# Grand-Lahou
Grand-Lahou  est une ville du sud de la Côte d'Ivoire, au bord du golfe de Guinée, en Afrique de l'Ouest, qui compte une population de 77479 habitants .

## Localisation
Située dans la région des Grands-Ponts et chef-lieu du département de Grand-Lahou, elle est le produit de la réimplantation de l'ensemble des administrations et d'une grande partie de l'actuel Lahou-Kpanda en 1973, menacée par l'érosion, vers un site 15 km au nord et sur un relief à plus de 65 m au-dessus du niveau de la mer.

## Histoire
Ancien comptoir colonial, Cap-Lahou ou "vieux Lahou" a été un lieu important où les missionnaire  Européens débarquèrent en 1920 pour faire l'évangelisation des ivoiriens de l'ouest et aussi un lieu où se perpétuait la traite des esclaves par les Européens. Avec 50 000 individus déportés. il fut le premier port négrier de Côte d'Ivoire.

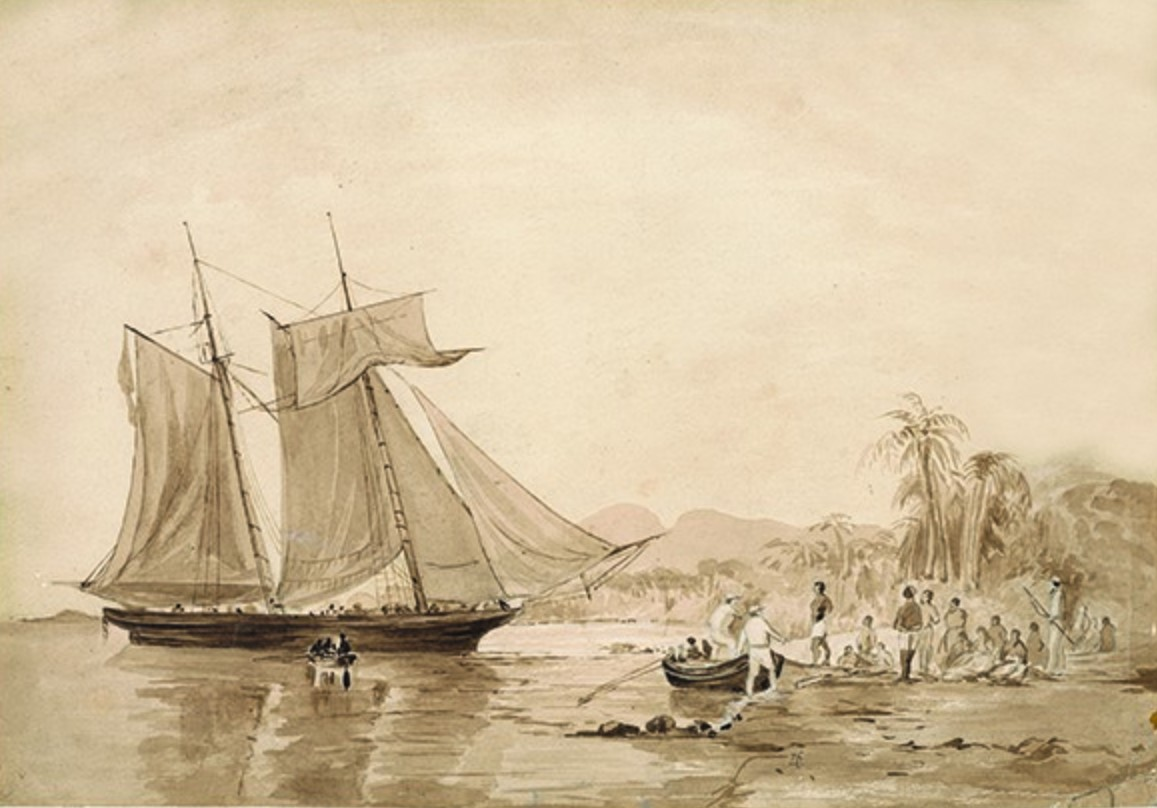
Scène de traite sur la côte d'Afrique, par Édouard Duncan, XIXe siècle.

## Situation et géographie
Grand-Lahou est située à proximité de la rencontre des eaux de l'océan Atlantique, de la rivière Bandama et de la lagune Tagba (elle est de ce fait parfois surnommée la « ville des trois eaux »). Elle se trouve à une vingtaine de kilomètres de la côte, et à une centaine de kilomètres d'Abidjan.

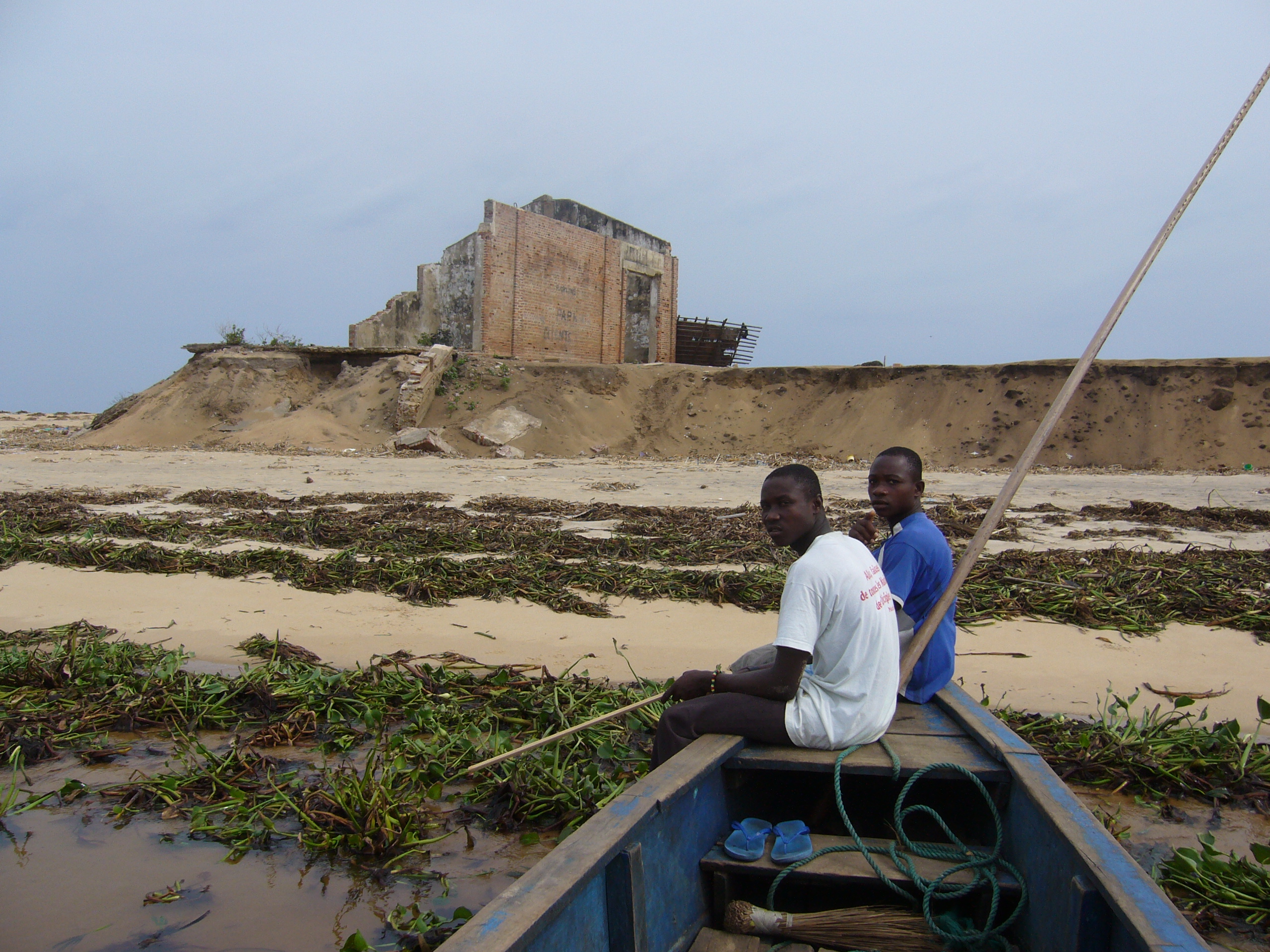
Constructions menacées par l'érosion côtière.

La ville, auparavant, érigée sur une langue de terre qui sépare l'océan de la lagune, a été relocalisée en 1973 en pays Dida précisément dans le village de N'zida, dont les autochtones, les Dida, sont aujourd'hui les propriétaires terriens.

### Érosion
Conséquences du réchauffement climatique, la ville ancienne de Grand-Lahou, avec ses 20 000 pêcheurs et habitants, subit une très forte érosion, menaçant son existence à moyen-terme.

## Démographie
Sa population comprend : les Avikams, Didas et les Nzema sur le littoral en bordure de la mer et de la lagune ; en bordure du fleuve Bandama, nous avons les autochtones Adioukrous, Agnis (Amantians), Baoulés (Elomoins) et Ahizis (une minorité), d'une part et bien d'autres reparties dans la commune et le département de Grand-Lahou.
| 1920                                                             | 1946 | 1975  | 1988  | 1998 | Estimation 2010 | Estimation 2016 |
| ---------------------------------------------------------------- | ---- | ----- | ----- | ---- | --------------- | --------------- |
|                                                                  |      | 3 788 | 5 824 |      | 12 095          | 19 861          |
| Nombre retenu à partir de 1920 : Population sans doubles comptes |      |       |       |      |                 |                 |

## Administration
Le département de Grand-Lahou comprend les sous-préfectures d'Ebounou, Ahouanou, de Bacanda, Toukouzou et Grand-Lahou. Depuis 2008, il dispose de six communes : Grand-Lahou, Ahouanou, Lahou-Kpanda, Bacanda et Ebounou. Le département de Grand-Lahou a une population estimée à 151 313 habitants.
| Date d'élection | Identité             | Parti    | Qualité         | Statut            |
| --------------- | -------------------- | -------- | --------------- | ----------------- |
| 1983            | Joseph Bombo         | PDCI-RDA | Homme politique | élu               |
| 1985            | Joseph Bombo         | PDCI-RDA | Homme politique | élu               |
| 1990            | Arsène Usher Assouan | PDCI-RDA | Homme politique | élu               |
| 1995            | Arsène Usher Assouan | PDCI-RDA | Homme politique | élu               |
| 2001            | Arsène Usher Assouan | PDCI-RDA | Homme politique | élu               |
| 2007            | Joseph Laga          | PDCI-RDA | Homme politique | maire intérimaire |
| 2013            | Djaya Jean           | PDCI-RDA | Homme politique | élu               |
| 2019            | Gnagni Daniel        | PDCI-RDA | Homme politique | élu               |

## Langues
Depuis l'indépendance, la langue officielle dans toute la Côte d'Ivoire est le français. La langue véhiculaire, parlée et comprise par la majeure partie de la population, est le dioula mais les langues vernaculaires de la région sont l'avikam, l'agni (ahua, qui a donné les ahuanou ou ahouanou aujourd'hui), l'élomoin (Elomoin : une mutation du Baoulé), l'agni, le baoulé, le dida, le n'zima. Le français effectivement parlé dans la région, comme à Abidjan, est communément appelé le français populaire ivoirien ou français de Moussa qui se distingue du Français standard par la prononciation, mais qui reste audible à tout francophone. Une autre forme de langue parlée, un mélange de français et de langues locales, est le nouchi, un argot parlé surtout par les jeunes et qui est aussi la langue dans laquelle sont écrits deux magazines satiriques, Gbich! et Y a fohi. Le département de Grand-Lahou accueillant de nombreux ivoiriens issus de toutes les régions du pays, toutes les langues vernaculaires du pays, environ une soixantaine, y sont pratiquées également.

## Culture
- Festival Efrouba du Livre de Grand-Lahou, festival ouest-africain consacré au livre et à la lecture.

## Économie
La pêche et l'agriculture sont les principales activités de la région.

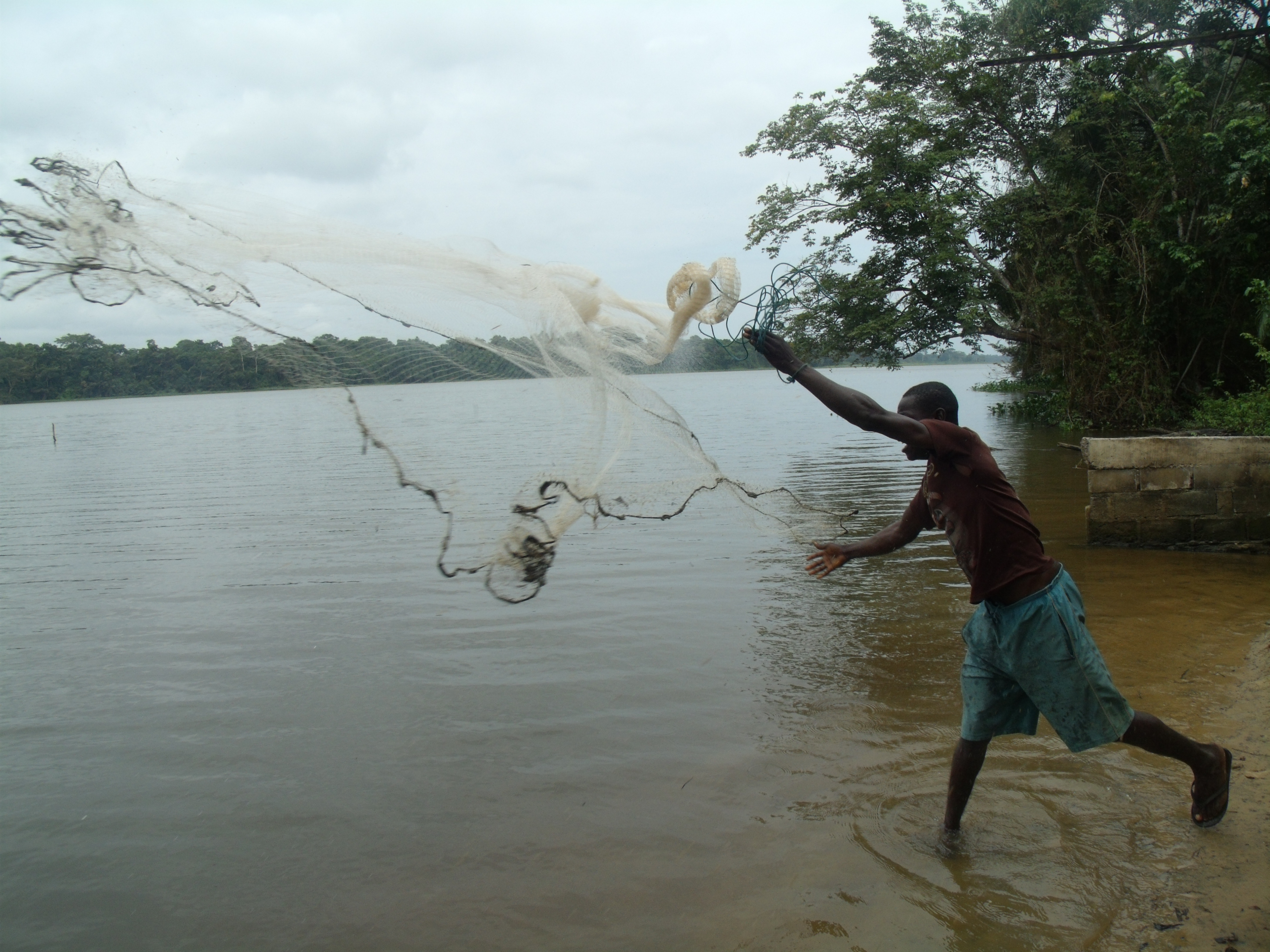
Pêcheur sur le fleuve Bandaman à Grand-Lahou

La communauté des pêcheurs de cette localité est confrontée au partage de leur territoire avec les Ghanéens, qui viennent pêcher dans leurs eaux. Souvent, les pêcheurs de Grand-Lahou doivent faire face aux puissantes flottes chinoises.
En ce qui concerne la pêche artisanale, les poissons pêchés sont parfois vendus sur place. Les riverains sont prioritaires mais ils les revendent plus chers, ce qui poussent les pêcheurs à se rendre dans les villes comme Dabou ou Abidjan pour son écoulement.
Le tronçon de la route bitumée dénommée « La Côtière » entre Dabou et San-Pédro passant par Grand-Lahou a été inauguré en 1993.

## Sports
La ville dispose d'un club de football, le Lahou Essor, qui évolue en championnat de division régionale, l'équivalent d'une « 4e division ».
Comme dans la plupart des villes du pays, sont organisés, de façon informelle, des tournois de football à 7 joueurs qui, très populaires en Côte d'Ivoire, sont dénommés Maracanas.

## Personnalités liées à la région

### Personnalités politiques
- Arsène Usher Assouan[Note 3], homme politique, maire de Grand-Lahou[Note 4] et ancien ministre des affaires étrangères[Note 5] ;

### Personnalités civiles et personnes d'influences
- Christian Lattier, sculpteur ;
- Désiré-Jean Sikely, ancien footballeur.

## Région
- Chimpanzé d'Afrique de l'Ouest, île aux chimpanzésÎle aux chimpanzés ;

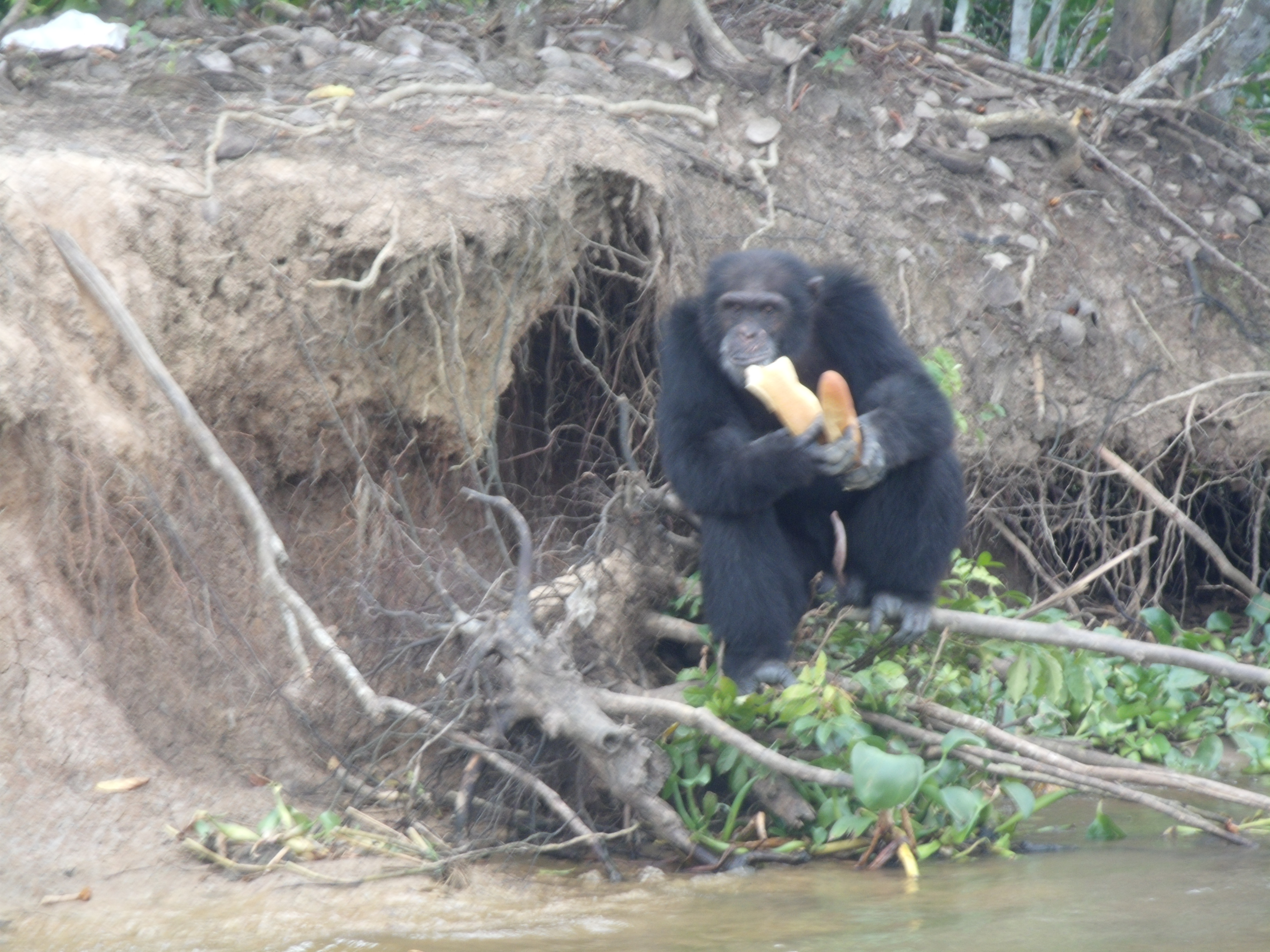
Chimpanzé d'Afrique de l'Ouest, île aux chimpanzés

- Le parc d'Azagny à cheval sur les communes de Jacqueville et de Grand-Lahou ;
- La lagune Ebrié qui vient achever sa course dans le...
- La lagune Tagba, la mer et l'embouchure ;
- le fleuve Bandama ;
- L'île d'Ahougnanfoutou (s/p Ahouanou).